# 731 Sorga
731 Sorga è un asteroide della fascia principale del diametro medio di circa 41,78 km. Scoperto nel 1912, presenta un'orbita caratterizzata da un semiasse maggiore pari a 2,9893953 UA e da un'eccentricità di 0,1358211, inclinata di 10,70686° rispetto all'eclittica.
Il suo nome deriva dalla parola indonesiana surga, che significa paradiso. Fu scoperto il 15 aprile 1912 dall'astronomo tedesco Adam Massinger.